# Viktor Burić
Viktor Burić (ur. 6 września 1897 w Kraljevicy, zm. 28 sierpnia 1983) – chorwacki duchowny rzymskokatolicki, biskup seńsko-modruski oraz arcybiskup rijecko-seński.

## Biografia
W latach 1914 – 1917 studiował filozofię i teologię w Senju. Następnie kontynuował studia w Innsbrucku i w Zagrzebiu. 27 czerwca 1920 otrzymał święcenia prezbiteriatu. W latach 1933 – 1935 wykładał filozofię i historię Kościoła w Senju.
21 maja 1935 papież Pius XI mianował go biskupem seńsko-modruskim. 21 lipca 1935 przyjął sakrę biskupią z rąk arcybiskupa zagrzebskiego Antuna Bauera. Współkonsekratorami byli koadiutor arcybiskupa zagrzebskiego bł. abp Alojzy Wiktor Stepinac oraz biskup Krk Josip Srebrnič.
Od 1952 był również administratorem apostolskim wakującej od 1948 diecezji rijeckiej. 27 lipca 1969 papież Paweł VI połączył diecezje seńsko-modruską i rijecką tworząc archidiecezję rijecko-seńską. 20 sierpnia 1969 jej ordynariuszem został abp Burić. Zasiadał na tej katedrze do 18 kwietnia 1974, gdy przeszedł na emeryturę (ponad rok po przekroczeniu wieku emerytalnego).
Jako ojciec soborowy wziął udział w soborze watykańskim II.